# Vacarme (film, 2020)
Pour plus de détails, voir Fiche technique et Distribution.
Vacarme est un film québécois réalisé par Neegan Trudel (en) sorti en 2020 et mettant en vedette Rosalie Pépin (en), Sophie Desmarais et Kelly Depeault.

## Synopsis
Émilie, 13 ans, est placée dans un foyer de groupe de la Direction de la protection de la jeunesse (DPJ) dû à l'incapacité de sa mère monoparentale à s'occuper d'elle. Elle doit s'adapter à cette situation ainsi qu'à sa co-chambreuse. L'apprentissage de la guitare semble apaiser la colère dans laquelle cette situation la met.

## Fiche technique
Source : IMDb et Films du Québec
- Titre original : Vacarme
- Réalisation : Neegan Trudel (en)
- Scénario : Jonathan Lemire, Neegan Trudel
- Musique : Maxime Fortin
- Direction artistique et costumes : Charlotte Gandin
- Maquillage : Camille Rouleau
- Photographie : Philippe Roy
- Son : Tiago McNicoll Castro Lopes, Patrice LeBlanc, Stéphane Bergeron
- Montage : Marianne Langston
- Production : Line Sander Egede
- Société de production : Tak Films
- Sociétés de distribution : Axia Films
- Budget : - de 250 000 $ CA
- Pays de production :  Canada
- Langue originale : français
- Format : couleur
- Genre : drame psychologique
- Durée : 77 minutes
- Dates de sortie :
  - Canada : 10 novembre 2020 (première au Festival de films francophones Cinemania)
  - Canada : 22 novembre 2020 (VSD)

## Distribution
- Rosalie Pépin (en) : Émilie
- Sophie Desmarais : Karine Turcotte, mère d'Émilie
- Kelly Depeault : Ariel
- Rosalie Julien : Jacynthe, éducatrice d'Émilie
- Rudi Loup Duperré : Renaud
- Christophe Levac : Phil
- Gabriel Verdier : Gabriel
- Kimia Esfahani : Sara
- Beverley Jacques : Jorge